# علی منتظری
علی منتظری مقدم (زاده ۱۱ شهریور ۱۳۳۷ قم) پروفسور تحصیل‌کرده بهداشت عمومی (سلامت همگانی) و همه‌گیرشناس ایرانی در مرکز تحقیقات سنجش سلامت وابسته‌ به پژوهشکدهٔ علوم بهداشتی جهاد دانشگاهی است. منتظری از سال ۱۳۷۶ تا ۱۳۸۵ به مدت سه دوره پیاپی رئیس جهاد دانشگاهی بود. او در ۲۰ اسفند ۱۴۰۳ و در جلسه هیئت امنای جهاد دانشگاهی برای چهارمین دوره با کسب اکثریت قاطع آرا بار دیگر به سمت ریاست جهاد دانشگاهی انتخاب شد  و در ۲۶ اسفند حکم سرپرستی این نهاد را از رئیس‌جمهور دریافت کرد.
او از ابتدای تأسیس جهاد دانشگاهی در این سازمان مشغول به فعالیت بوده و از سال ۱۳۶۴ تا سال ۱۳۷۰ عضویت شورای مرکزی جهاد دانشگاهی و مسئولیت بخش فرهنگی این نهاد را بر عهده داشته‌است. وی همچنین سه دوره ریاست این نهاد را به عهده داشت. منتظری مقدم همچنین عضو شورای عالی انقلاب فرهنگی (۱۳۸۵–۱۳۷۶) و عضو پیوسته فرهنگستان هنر از آغاز تأسیس بوده‌است. منتظری دارای مدرک دکتری تخصصی سلامت همگانی با گرایش اپیدمیولوژی از دانشگاه گلاسکو اسکاتلند در سال ۱۳۷۵ است.
او سردبیر نشریهٔ پایش و عضو هیات تحریه نشریه‌های Health and Quality of Life Outcomes (تا فوریه۲۰۲۴) و  PLOS ONE  است. وی در سال ۱۳۹۳ به عنوان پژوهشگر پیشکسوت در حوزهٔ ارتقاء کیفیت زندگی مبتلایان سرطان معرفی شد.